# 수메르 종교
수메르 종교(Sumerian religion)는 수메르 문명의 신화, 판테온, 의식, 우주론 등의 총체를 가리킨다. 수메르 종교는 메소포타미아 신화 전반에 영향을 끼쳤으며, 그 흔적이 후르리인 · 아카드인 · 바빌로니아인 · 아시리아인을 비롯한 다른 민족 및 문화 집단들의 신화와 종교 속에 남아 있다.

## 체계

### 텍스트

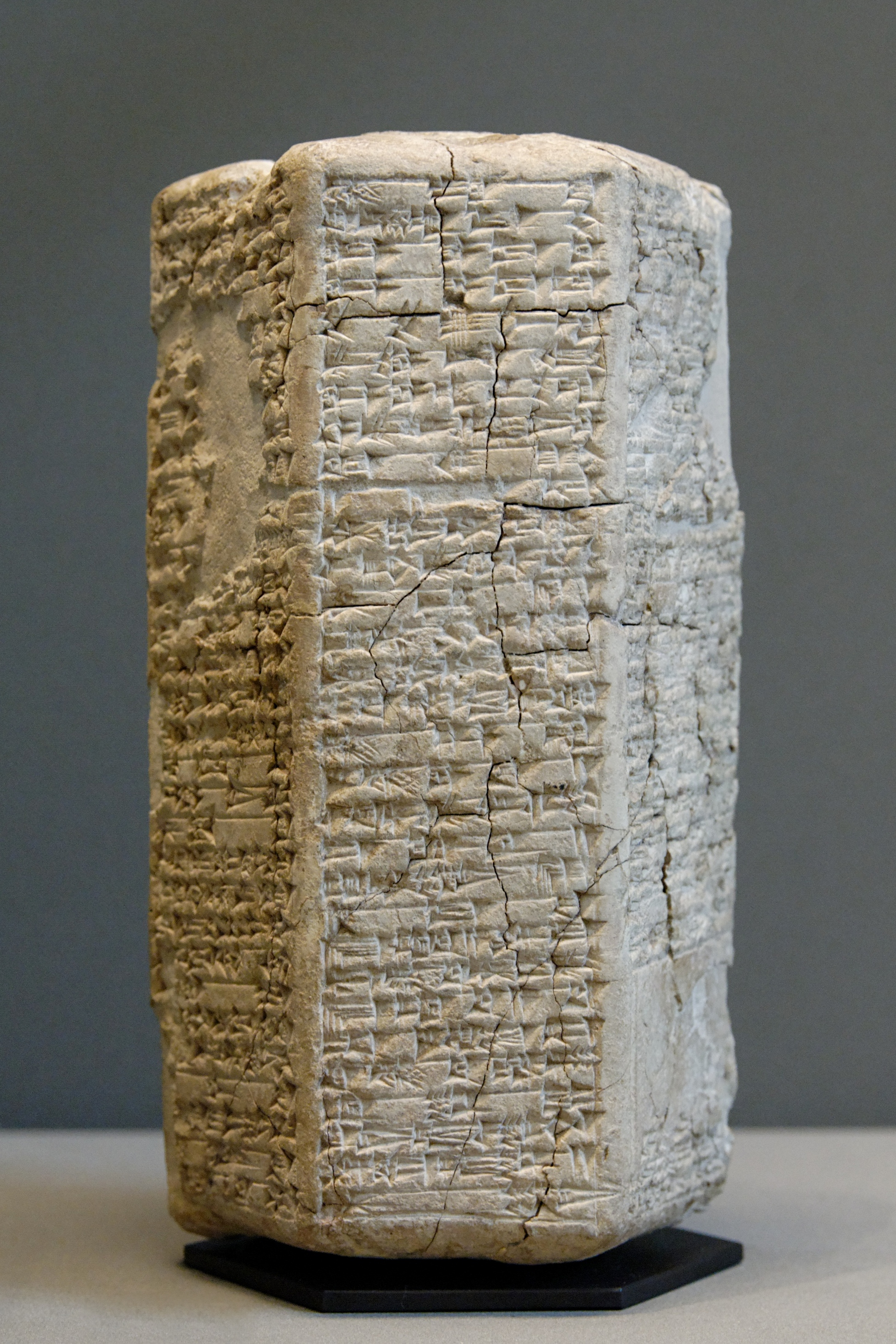
기원전 19세기의 신전의 찬가: 이 찬가는 쐐기문자로 기록되어 있으며, 라르사의 루갈이었던 이딘다간(Iddin-Dagan)에게 바치는 찬가이다.

수메르의 신화들은 문자가 발명되기 전까지 구전으로 전수되어 내려왔다. 초기 수메르 쐐기문자는 주로 기록을 보존하기 위한 용도로 사용되었다. 신전의 찬가들과 남수브(nam-šub: 전치사 + "던지다")라고 불린 일종의 주문(呪文)과 같은 종교적 텍스트는 수메르 역사에서 기원전 29세기경에 시작된 초기 왕조 시대(Early Dynastic period: 2900?~2350? BC)의 후대에 들어서야 비로소 나타났다.

### 신전
수메르의 도시 국가들에서 원래의 신전은 소규모였는데 높이 올린 1실(室)의 구조로 되어 있었다. 초기 왕조 시대에, 신전들은 높이 올린 테라스들과 여러 개의 실(室)이 있는 구조로 발전하였다. 수메르 문명의 말기에는 메소포타미아의 종교적 중심지, 즉 신전으로 지구라트가 가장 선호되었다. 신전들은 루갈(Lu-gal: 인간 + 큰)이라고 칭해진 군사적인 왕이 나타나는 기원전 2500년경까지 수메르의 문화적 · 종교적 · 정치적 중심지의 역할을 했다. 이 때 이후로는 정치적 · 군사적 지도력의 중심지가 신전이 아닌 별도의 궁전에 있는 경우가 더 많아졌다.

### 성직자
정치적 · 군사적 왕을 뜻하는 루갈이 나타나기 전에는 수메르의 도시 국가들의 정치체제는 엔(En)의 집단, 즉 일군의 대사제들이 지배하는 신정정치 체제였다. 성직자들은 해당 도시 국가의 문화적 · 종교적 전통들이 계속 이어지도록 하는 역할을 하였고 하늘과 땅의 힘들과 인간 사이를 중재하는 매개자로 여겨졌다. 성직자들은 모든 시간을 신전에 거주하면서 보냈는데, 대규모 관개 시설의 행정적 처리 등을 비롯한, 문명의 지속과 유지에 필요한 해당 도시 국가의 행정을 담당

### 의식
우르 제3왕조(2150?~2000? BC) 시대 동안, 수메르 도시 국가 라가시에는 "애도를 바치는 62명의 사제(62 lamentation priests)"가 있었으며 180명의 성악가들과 악기 연주자들이 이 사제들과 함께 의식에 참여하였다고 한다.

## 교의

### 우주론
수메르인들은 우주가 태초의 소금물 바다로 둘러싸여 막혀 있는 반구, 즉 돔의 형태라고 생각하였다. 지상의 대지가 돔의 하부를 이루는데, 대지 아래에는 지하 세계와, 압주(Abzu)라고 불리는, 담수로 이루어진 바다가 있다고 여겼다. 돔 모양의 창공의 남신은 안(An)이라고 불렸으며 대지의 여신은 키(Ki)라고 불렸다. 처음에, 지하 세계는 대지의 여신 키의 연장물이라고 믿었는데, 후대에서 지하 세계는 그리스 신화의 하데스나 유대교의 쉐올 또는 기독교의 지옥과 유사한 개념의 키갈(Kigal)로 발전하였다. 태초의 소금물 바다는 남무(Nammu)라는 이름의 여신으로 불렸다가, 수메르 부흥기인 우르 제3왕조 때와 그 이후에는 티아마트(Tiamat)라는 이름의 여신으로 알려지게 되었다.

#### 창조 신화
수메르 신화에 따르면, 원래 신들은 인간을 자신들의 종으로 삼기 위하여 창조하였다. 그랬지만, 인간이 너무 많아져서 다루기 어려운 상태가 되자 자유롭게 풀어주었다.
안(An: 하늘의 남신)과 키(Ki: 대지의 여신)의 태초의 결합으로부터 엔릴(Enlil)이 나왔고, 엔릴은 수메르 판테온의 주신이 되었다. 엔릴이 공기의 여신 닌릴(Ninlil)을 강간하는 범죄를 저질렀는데, 이 죄를 물어 다른 신들은 엔릴을 신들의 고향인 딜문(Dilmun)에서 추방하였다. 한편, 닌릴은 엔릴의 강간으로 인해 달의 남신(여신이 아님) 난나(Nanna)를 임신하여 낳게 되었다. 달의 남신 난나와 갈대의 여신 닌갈(Ningal)이 결혼하여 전쟁과 풍요의 여신인 인안나(Inanna)와 태양의 남신인 우투(Utu)를 낳았다.

### 신
수메르인은 원래 다신교를 믿었는데, 수메르인의 종교의 신들은 천상과 지상의 힘들이 의인화된 신들이었다. 기원전 제3천년기(3000~2001 BC) 중반에, 수메르의 신들은 더 인간중심적이 되었고 "자연의 신들이 도시의 신들로 변형되었다". 수메르인은 엔키(Enki)와 인안나(Inanna)와 같은 신들은 하늘의 신인 안(An)이나 수메르 판테온의 최고신인 엔릴(Enlil)로부터 각자의 계급과 힘과 지식을 부여받는다고 여겼다.
이러한 우주론적인 천이는 이웃하고 있던 아카드 문명의 종교의 점증하고 있던 영향을 받아 일어난 것일 수도 있고 또는 수메르 도시 국가(Sumerian city-states)들 사이에서 전쟁이 빈발해짐에 따른 결과일 수도 있다. 후자의 경우, 전쟁이 빈발해짐에 따라 해당 도시 국가와 그 도시 국가의 성직자 집단에 의해 힘과 권위를 부여받은 군사적 · 정치적 실권자로서의 루갈이 등장하게 되었던 사회적 현상이 신들에게 특정한 힘을 지정하는 형태로 종교에 반영된 것일 수도 있다.

#### 판테온
수메르 신들의 대다수는 "안의 [후손]"이라는 뜻의 "아눈나(Anunna)"라는 부류에 속하였다. 한편, 엔릴과 인안나를 포함한 일곱 신들은 "아눈나키(Anunnaki: 안(An)의 후손 + 키(Ki))"라고 알려진 "하계 또는 사후세계의 심판관(underworld judges)"에 속하였다. 우르 제3왕조 시대 동안, 수메르 판테온에는 60 곱하기 60 (3600)의 신이 있었다고 한다.
주요 수메르 신은 다음과 같다 (가나다순으로 나열):
- 난나(Nanna): 남신. 달의 신. 도시 국가 우르의 수호신들 중 하나[10]
- 남무(Nammu): 여신. 태초의 바다인 엔구르(Engur)로, 남신 안(하늘)과 여신 키(대지)와 다른 최초의 남신과 여신들을 낳았다. 남무는 최종적으로 여신 티아마트(Tiamat)라는 이름으로 알려지게 되었다.
- 닌갈(Ningal): 여신. 달의 신 난나의 부인[11]
- 닌릴(Ninlil): 여신. 공기의 신으로 엔릴의 부인. 도시 국가 니푸르(Nippur)의 수호여신들 중 하나. 수메르인들은 이 여신이 동일한 신전에 엔릴과 함께 거주한다고 믿었다.[12]
- 닌우르타(Ninurta): 남신. 전쟁과 농업의 신. 수메르의 바람의 신들 중 하나. 도시 국가 기르수의 수호신, 도시 국가 라가시의 수호신들 중 하나
- 닌후르사그(Ninhursag): 여신. 대지의 여신[13]
- 안(An): 남신. 하늘의 신, 창공(firmament) 그 자체
- 에레슈키갈(Ereshkigal): 여신. 하계 또는 사후세계인 키갈(Kigal), 즉 이르칼라(Irkalla)의 신
- 엔릴(Enlil): 남신. 공기의 신으로 릴(Lil)은 공기를 뜻한다. 도시 국가 니푸르(Nippur)의 수호신
- 엔키(Enki): 남신. 담수의 바다, 남성의 생식력 그리고 지식의 신. 도시 국가 에리두의 수호신
- 우투(Utu): 남신. 도시 국가 시파르의 에바르바라 신전(E'barbara temple)에 거주하는 태양신[14]
- 인안나(Inanna): 여신. 전쟁, 여성의 생식력 그리고 성애(性愛)의 신. 도시 국가 우루크의 수호여신

## 유산

### 아카드인
기원전 2340년에 아카드의 사르곤이 수메르 지역을 정복하기 전까지, 메소포타미아 남부에 살았던 수메르인들과 메소포타미아 북부에 살았던 셈족 계통의 아카드인들은 언어와 문화 면에서 지속적인 영향력을 서로 주고받았다. 사르곤에 의한 정복 후 수메르의 신화와 종교적 실천은 급속히 아카드 문화에 급속히 통합되었는데, 아마도, 역사가 흐르면서 상실된, 아카드인의 원래의 신앙 체계와 융합한 것으로 보인다. 수메르의 신들은 대응되는 아카드의 신들로 나타났으며, 어떤 신들은 후대의 바빌로니아와 아시리아의 패권기까지 사실상 변함없이 그대로 유지되었다. 예를 들어, 수메르의 신 안(An)에 대응되는 신으로 아카드의 신 아누(Anu)가 나타났으며, 수메르의 신 엔키(Enki)는 아카드의 신 에아(Ea)가 되었다. 그리고 수메르의 신 닌우르타(Ninurta)와 엔릴(Enlil)은 아카드의 판테온에서 거의 변화 없이 그대로 유지되었다.

### 바빌로니아인
기원전 17세기 중반에 아모리인계의 바빌로니아인들이 메소포타미아 남부의 패권을 잡았다. 고대 바빌로니아 시대(단기 연대기로 1830?~1531 BC, 전통적인 중기 연대기로 2000?~1595 BC) 동안 수메르어와 아카드어는 종교에서 사용되는 언어로 유지되었다. 수메르 신화 문헌의 대부분은 고대 바빌로니아 시대로부터 왔다. 그 전해진 형태를 보면, 《길가메시 서사시》의 바빌로니아 버전의 경우처럼 수메르의 문헌을 전사(轉寫)한 형태로 전해진 경우도 있고, 《에누마 엘리시》처럼 바빌로니아 신화 문헌 속에 수메르와 아카드의 영향이 들어 있는 형태로 전해진 경우도 있다. 수메르-아카드의 판테온은 고대 바빌로니아 시대에서 변화되었는데, 그 대표적인 예가 함무라비 때부터 마르둑이 바빌로니아 판테온의 최고신 혹은 주신이 된 것을 들 수 있다. 수메르의 여신인 인안나(Inanna: 이난나라고도 한다)는 고대 바빌로니아 시대 동안 이슈타르(Ishtar)로 발전 혹은 변천하였다.

### 후르리인과 히타이트인
가장 늦게 잡아도 기원전 1200년경에 후르리인은 아카드의 신 아누(Anu: 수메르의 안)를 자신들의 판테온으로 들였다. 이와 같이 아카드 신들을 들여서 성립된 후르리인의 다른 신들로는 아야스(Ayas)와 샤우슈카(Shaushka)와 닌릴(Ninlil)이 있다. 아야스는 아카드의 신으로 물의 남신인 에아(Ea: 수메르의 엔키)에 대응한다. 샤우슈카는 사랑 · 풍요 · 전쟁의 여신인 이슈타르(Ishtar: 수메르의 인안나)에 대응한다. 수메르와 아카드의 여신 닌릴은 명칭 변경 없이 그대로 들어왔다.  하지만, 닌릴을 들일 당시, 이 여신의 신화 내용은 수메르와 아카드의 신화 내용에 비할 때 바빌로니아인에 의해 이미 대폭으로 변경된 상태로, 이 바뀐 내용이 들어왔다.

### 기타 유사점
수메르 종교의 어떤 이야기들은 다른 고대 근동의 종교들의 이야기들과 유사하다. 예들 들어, 《성경》의 노아와 대홍수에 대한 이야기는 《길가메시 서사시》에 나오는 수메르의 홍수 신화와 닮아 있다. 유대교의 하계 또는 사후세계인 쉐올(Sheol)은 수메르 종교의 키갈(Kigal), 즉 바빌로니아 종교의 이르칼라(Irkalla)와 아주 유사한데, 수메르 종교에서는 여신 에레슈키갈(Ereshkigal)이 혼자서 키갈을 다스리는데, 반면, 바빌로니아 종교에서는 에레슈키갈의 남편으로 죽음의 신 네르갈(Nergal)이 도입되어 에레슈키갈과 함께 이르칼라를 다스린다. 수메르 연구의 저명한 학자인 사무엘 노아 크레이머(Samuel Noah Kramer: 1897~1990)는 수메르인와 아카드인의 여러 "잠언들(proverbs)"과 후대의 히브리인의 잠언들 간의 유사성에 관심을 기울였는데, 그는 이와 같이 유사한 잠언들 중 많은 것들이 《타나크》(또는 《구약성경》)의 〈잠언〉에 포함되어 주요한 내용을 이루고 있다고 말하였다.

## 같이 보기
- 고대 근동의 종교(Ancient Near Eastern religion)
- 메소포타미아 종교(Religion in Mesopotamia)
- 바빌로니아 종교(Babylonian religion)
- 고대 셈족 종교(Ancient Semitic religion)
- 엘람의 종교(Elamite religion)
- 메(Me)
- 수메르 문학(Sumerian literature)